# Newtonschijf
De newtonschijf is een schijf met zeven segmenten die uit de regenboogkleuren bestaan. Door de schijf rond te draaien, lijkt de schijf wit te verkleuren; zo toonde Isaac Newton aan dat wit licht uit een combinatie van verschillende kleuren bestaat.